# دنطوان متغضن
دنطوان متغضن (الاسم العلمي:Danthonia cirrata) هو نوع من النباتات يتبع جنس الدنطوان من الفصيلة النجيلية.